# International Vale Tudo Championships
Pour les articles homonymes, voir IVC.
L'International Vale Tudo Championships (IVC) était une organisation brésilienne de Vale Tudo ayant existé à la fin des années 1990. 

## Origine
Aujourd'hui disparu, c'est un tournoi d'origine brésilienne organisé par Sergio Batarelli, dont la première édition s'est déroulé le 6 juillet 1997, qui avait pour but de rassembler les meilleurs combattants de différents styles de sport de combat et du Free Fight. Ces tournois étaient réputés pour être d'une extrême violence du fait que tous les coups ou presque étaient permis. Un des aspects intéressants de ces tournois était que les combattants accédant à la finale devaient effectuer trois combats dans la même soirée et devaient donc gérer intelligemment leur énergie afin de remporter leur combat tout en s'économisant pour le combat suivant.

## Règles
Il n'y avait presque pas de règles dans ces tournois où quasiment tous les coups étaient permis.
Les rares interdictions étaient:
- Interdiction de mordre ;
- Interdiction de mettre les doigts dans les yeux ;
- Interdiction de frapper les parties génitales ;
- Interdiction de se tenir aux cordes ;
- Interdiction de placer ses mains ou ses pieds dans le short de l'adversaire.

À part ces quelques restrictions, les combattants pouvaient utiliser  absolument tous les coups (poings, coudes, pieds, genoux, talons et même coups de tête) que les adversaires soient debout ou au sol.

## Déroulement des Combats
Le combat se déroule sur un ring de type boxe, en un seul round de 30 min. Les combattants ne portent pas de gants et combattent donc à mains nues et en short moulant, les lutteurs peuvent tout de même porter leurs chaussures d'entraînement, mais dans ce cas  ils ne peuvent pas donner de coups de pied à l'adversaire.

## Manières de gagner le combat
Les combats pouvaient se remporter par:
- KO : L'adversaire est KO
- KO Technique ou TKO : Arrêt de l'arbitre quand un des deux combattants ne semble plus être en mesure de combattre ou abandon de l'adversaire pour une raison quelconque
- Soumission : Soumission sur l'adversaire et celui-ci abandonne
- Décision : Le combat va jusqu'à son terme (30 min) et ce sont donc les juges qui désignent le vainqueur (Pas de match nul puisqu'il s'agit d'un tournoi)

## Résultats des Premiers IVC

### IVC 1
L'IVC 1 s'est déroulé le 6 juillet 1997. 
Match des remplaçants : Egidio Da Costa contre Lucio Carvalho (Da Costa vainqueur par TKO)
Superfight : Dan Severn contre Ebenezer Braga (Dan Severn vainqueur par TKO)
Les combats éliminatoires du tournoi étaient:
- Gary Goodridge contre Augusto "Monstro" Santos
  - Vainqueur : Gary Goodridge par soumission
- Cal Worsham contre Aluisio Neto
  - Vainqueur : Cal Worsham par soumission
- "The" Pedro contre Brian Keck
  - Vainqueur : "The" Pedro par soumission
- André Cardoso contre John Gnap
  - Vainqueur : André Cardoso par TKO

Les demi-finales étaient:
- Gary Goodridge contre Cal Worsham
  - Vainqueur : Gary Goodridge par soumission
- "The" Pedro contre André Cardoso
  - Vainqueur : "The" Pedro par soumission

La finale opposa Gary Goodridge et "The" Pedro, et fut remporté par Gary Goodridge par TKO

## Anecdotes
Beaucoup de combattants qui participent maintenant à l'UFC ou qui participaient au Pride FC ont été des pratiquants de Vale Tudo et ont participé aux tournois IVC. C'est le cas par exemple de Wanderlei Silva, Chuck Liddell, Gary Goodridge, Mike Van Arsdale ou encore José "Pelé" Landi.